# NGC 1391
NGC 1391 è una galassia lenticolare situata nella costellazione dell'Eridano, a una distanza di circa 202 milioni di anni luce dalla nostra Via Lattea.

## Scoperta
La galassia è stata scoperta nel 1886 dall'astronomo statunitense Francis Leavenworth.